# Julian Byng
Julian Byng (ur. 11 września 1862 w Barnet, zm. 6 czerwca 1935 w Thorpe-le-Soken w hrabstwie Essex) – brytyjski wojskowy i polityk, w latach 1921–1926 gubernator generalny Kanady.

## Życiorys
Po zakończeniu edukacji Byng wybrał karierę wojskową – początkowo służył w Indiach i Sudanie, a następnie brał udział w II wojnie burskiej. W czasie I wojny światowej walczył we Francji, brał także udział w bitwie o Gallipoli. W 1916 został dowódcą sił kanadyjskich walczących na froncie zachodnim. Wsławił się zwycięstwem w bitwie pod Vimy Ridge, które uznane zostało na jeden z największych triumfów w krótkiej historii kanadyjskiego oręża. Następnie stanął na czele brytyjskiej 3 Armii i odegrał ważną rolę w bitwie pod Cambrai.
Po powrocie do kraju, w 1919 otrzymał szlachectwo jako baron Byng of Vimy. W 1921 został mianowany gubernatorem generalnym Kanady, co z racji jego wojennych zasług tamtejsze opinia publiczna przyjęła bardzo entuzjastycznie. Jako pierwszy gubernator generalny w historii Byng dobrał swoich najbliższych współpracowników spośród Kanadyjczyków, nie ściągał ich natomiast z Anglii. W 1926 znalazł się w centrum kryzysu konstytucyjnego po tym, jak wbrew żądaniu premiera Kinga, odmówił skrócenia kadencji parlamentu, w dodatku nie konsultując swojej decyzji z nikim w Londynie. Urażony King podał się do dymisji, zaś Byng powierzył misję tworzenia nowego rządu byłemu premierowi Meighenowi, który jednak nie zdołał sformować gabinetu. Byng nie miał już wyjścia i musiał zgodzić się na wybory, które przywróciły do władzy Kinga. Kryzys ten był jednym z głównych powodów umieszczenia w deklaracji kończącej konferencję imperialną z 1926 zapisu, iż odtąd wyłącznymi przedstawicielami interesów brytyjskich w dominiach są wysocy komisarze, zaś gubernatorzy generalni stają się organami stricte wewnętrznymi (i w sposób dorozumiany, faktycznie podporządkowanymi premierom).
Wkrótce po powrocie do Anglii, Byng został podniesiony do godności wicehrabiego. Otrzymał także symboliczny awans na stopień wojskowy marszałka polnego (czynną służbę zakończył jako generał). W latach 1928–1931 dowodził londyńską policją, po czym przeszedł na emeryturę.